# Gears 5
Gears 5 je střílečka z pohledu třetí osoby z roku 2019, vyvinutá studiem The Coalition a vydaná společností Xbox Game Studios pro konzole Xbox One, Xbox Series X/S a pro Windows. Jedná se o pátý hlavní díl videoherní série Gears of War a pokračování Gears of War 4. Gears 5 bylo oznámeno na E3 2018 spolu s Gears Pop! a Gears Tactics.
Ultimate Edition pro Gears 5 byla vydána 6. září 2019, zatímco standardní edice hry byla celosvětově vydána 10. září 2019. V červnu roku 2024 bylo oznámeno, že hra vyjde další hra s názvem Gears of War: E-Day.

## Synopse
Hra sleduje příběh Kait Diazové, která je na cestě zjistit původ své babičky a stejně tak původ Locustů, kteří jsou antagonistické celé série Gears of War.

## Vývoj
Gears 5 vyvíjelo studio The Coalition jako pokračování Gears of War 4. Na rozdíl od předchozích her ze série se hra jmenuje jednoduše Gears 5 (bez „of War“ v názvu). Pro pokračování se studio rozhodlo přesunout zaměření hráče z JDho Fenixe  na Kait Diazovou. 
Hra obdržela při svém uvedení na trh vylepšení pro Xbox Series X, včetně textur s vyšším rozlišením, nových vizuálních efektů a dosažení minimálně 60 snímků za sekundu s potenciálem běžet až na 120 snímků za sekundu.

## Ohlasy

### Recenze
Hra získala od Metacriticu příznivé recenze. Ryan McCaffrey z IGN dal hře hodnocení 9/10. Od recenzentů Gamespot získala hra hodnocení 7/10.

## Ocenění
| Rok  | Ocenění                           | Kategorie                                            | Výsledek |
| ---- | --------------------------------- | ---------------------------------------------------- | -------- |
| 2019 | Game Critics Awards               | Nejlepší akční hra                                   | Nominace |
| 2019 | Game Critics Awards               | Nejlepší online multiplayer                          | Nominace |
| 2019 | Gamescom                          | Nejlepší hra pro Xbox One                            | Výhra    |
| 2019 | 2019 Golden Joystick Awards       | Hra roku pro Xbox                                    | Výhra    |
| 2019 | 2019 Golden Joystick Awards       | Ultimátní hra roku                                   | Nominace |
| 2019 | Titanium Awards                   | Nejlepší akční hra                                   | Výhra    |
| 2019 | Titanium Awards                   | Nejlepší španělský výkon (Olga Velasco)              | Nominace |
| 2019 | The Game Awards 2019              | Nejlepší zvuk                                        | Nominace |
| 2019 | The Game Awards 2019              | Nejlepší výkon (Laura Bailey)                        | Nominace |
| 2019 | The Game Awards 2019              | Nejlepší akční hra                                   | Nominace |
| 2020 | 47th Annie Awards                 | Nejlepší animace postav - Videohra                   | Nominace |
| 2020 | Visual Effects Society Awards     | Vynikající vizuální efekty v projektu v reálném čase | Nominace |
| 2020 | 23rd Annual D.I.C.E. Awards       | Akční hra roku                                       | Nominace |
| 2020 | NAVGTR Awards                     | Design, 3D                                           | Nominace |
| 2020 | NAVGTR Awards                     | Hra, franšízová akce                                 | Nominace |
| 2020 | NAVGTR Awards                     | Použití zvuku, franšíza                              | Nominace |
| 2020 | 16th British Academy Games Awards | Herečka v hlavní roli (Laura Bailey)                 | Nominace |
| 2020 | 18th Annual G.A.N.G. Awards       | Nejlepší filmové Cutscene zvuk                       | Nominace |
| 2020 | 18th Annual G.A.N.G. Awards       | Nejlepší dialog                                      | Nominace |